# Ряд Ламберта

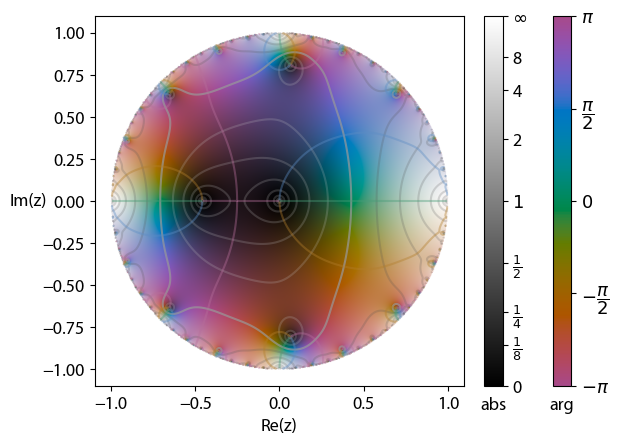
Функция, представленная как изображение в Matplotlib с помощью версии метода Раскраски области определения

Ряд Ламберта — в математике ряд, названный в честь Иоганна Генриха Ламберта. Этот ряд имеет вид
{\displaystyle S(q)=\sum _{n=1}^{\infty }a_{n}{\frac {q^{n}}{1-q^{n}}}.}
Используя разложение знаменателя, ряд Ламберта можно представить в виде формального ряда
{\displaystyle S(q)=\sum _{n=1}^{\infty }a_{n}\sum _{k=1}^{\infty }q^{nk}=\sum _{m=1}^{\infty }b_{m}q^{m}}
в котором коэффициенты определяются с помощью  свёртки Дирихле для {\displaystyle a_{n}} с постоянной функцией {\displaystyle 1(n)=1}:
{\displaystyle b_{m}=(a*1)(m)=\sum _{n\mid m}a_{n}.\,}
Этот ряд может быть обращён с помощью формулы обращения Мёбиуса. Он представляет собой пример преобразования Мёбиуса.

## Примеры
Поскольку последнее выражение представляет собой типичную теоретико-числовую сумму, почти всякая естественная мультипликативная функция будет в точности суммируемой, когда она употребляется в рядах Ламберта. Так, например,
{\displaystyle \sum _{n=1}^{\infty }q^{n}\sigma _{0}(n)=\sum _{n=1}^{\infty }{\frac {q^{n}}{1-q^{n}}}}
где {\displaystyle \sigma _{0}(n)=d(n)} — число положительных делителей числа  n.
Для суммы делителей высокого порядка имеем
{\displaystyle \sum _{n=1}^{\infty }q^{n}\sigma _{\alpha }(n)=\sum _{n=1}^{\infty }{\frac {n^{\alpha }q^{n}}{1-q^{n}}}}
где {\displaystyle \alpha } — произвольное комплексное число, и
{\displaystyle \sigma _{\alpha }(n)=({\textrm {Id}}_{\alpha }*1)(n)=\sum _{d\mid n}d^{\alpha }\,}
функция делителей. В частности, для {\displaystyle \alpha =1}, ряд Ламберта, который мы получаем, таков
{\displaystyle q{\frac {F'(q)}{F(q)}}}
Это (с точностью до множителя {\displaystyle q}) логарифмическая производная обычной порождающей функции для числа разбиений
{\displaystyle F(q):={\frac {1}{\phi (q)}}=\sum _{k=0}^{\infty }p(k)q^{k}=\prod _{n=1}^{\infty }{\frac {1}{1-q^{n}}}.}

Дополнительные ряды Ламберта, связанные с предыдущим тождеством, включают ряды для вариантов функции Мёбиуса, приведённых ниже 
{\displaystyle \sum _{n=1}^{\infty }\mu (n)\,{\frac {q^{n}}{1-q^{n}}}=q.}